# 熊谷巌

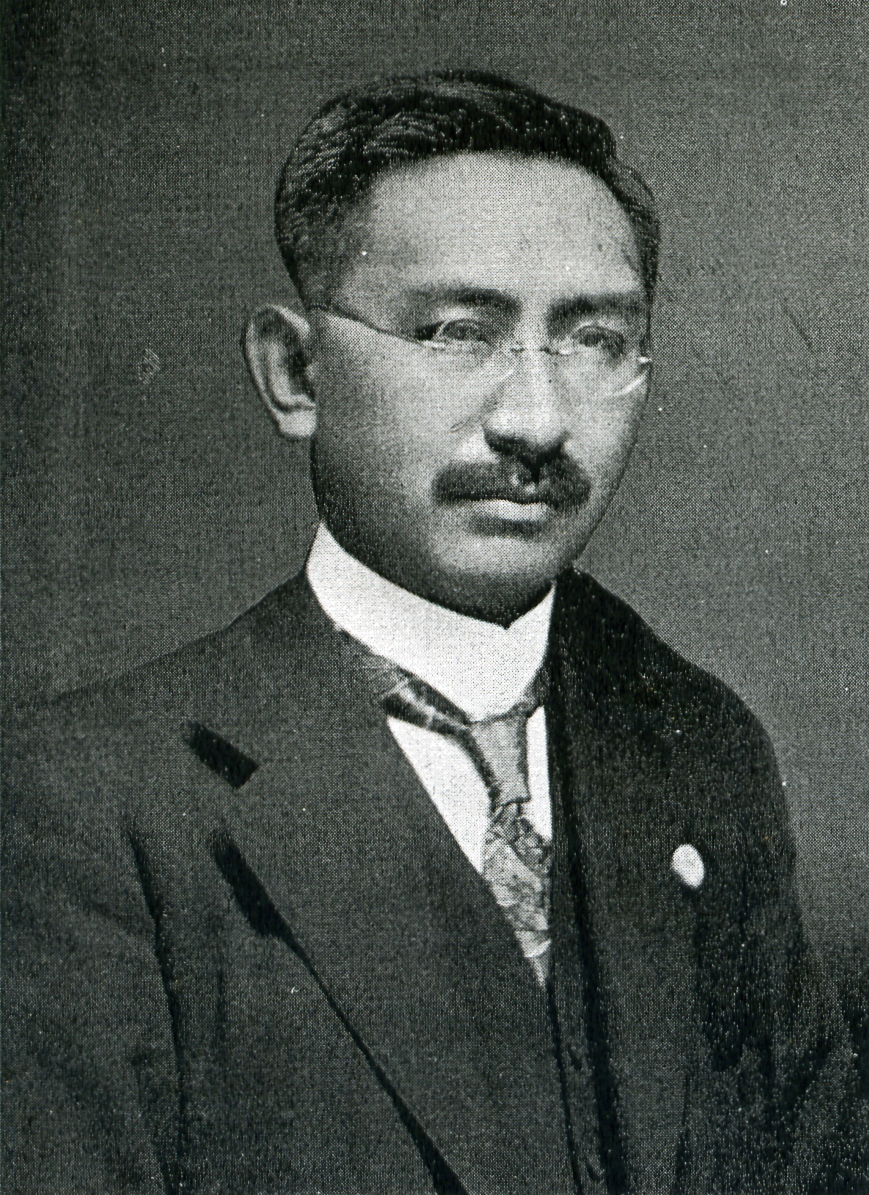
熊谷巌

熊谷 巌（くまがい いわお、1883年〈明治16年〉9月17日 - 1933年〈昭和8年〉11月2日）は、日本の内務官僚、政治家、弁護士。衆議院議員（4期）。

## 経歴
岩手県下閉伊郡宮古町（現在の宮古市）出身。旧制第五高等学校から東京帝国大学法科大学に進み、1909年7月卒業。在学中に文官高等試験司法科試験に合格し、1910年11月、文官高等試験行政科試験に合格した。
内務省に入り、東京府属、南葛飾、荏原両郡長、佐賀県警察部長、警視庁保安部長などを歴任した。1922年、東京市政疑獄（瓦斯疑獄）で東京地方裁判所より懲役4ヵ月の実刑判決、1923年に東京控訴院を経た後、同年大審院で確定した。これにより正六位を失位、大礼記念章を褫奪された。
1924年5月の第15回衆議院議員総選挙で岩手県第4区から立憲政友会公認で立候補して初当選。その後、第18回総選挙まで再選され、衆議院議員を連続4期務めた。党内では総務となったが1933年、再び別の疑獄事件に巻き込まれ、11月2日、東京市芝区車町35の自宅の土蔵で首吊り自殺をした。

## 親族
- 孫：熊谷正寿（実業家・GMOインターネット株式会社代表取締役）[要出典]